# Wojciech Zatwarnicki
Wojciech Zatwarnicki (ur. 11 kwietnia?/23 kwietnia 1874 w Sitkowcach (powiat lipowiecki), zm. 5 marca 1948 w Warszawie) – polski ziemianin i działacz rolniczy, właściciel folwarku Czerniaków, gdzie w trakcie II wojny światowej uratowało się wielu Żydów z getta warszawskiego.

## Życiorys
Syn Adama Zatwarnickiego herbu Gozdawa i Ludwiki ze Zwierzchowskich. Ukończył Szkołę Rolniczą w Humaniu, a następnie odbywał praktyki w majątkach na kresach. Do 1918 roku nabył 9 majątków na Kijowszczyźnie (m.in. Cwietkowo), a także zarządzał majątkami Lwa Brodzkiego i księżnej Demidow.
W wyniku rewolucji październikowej, utracił majątki i osiadł w Warszawie. W 1922 kupił folwark Czerniaków, gdzie prowadził innowacyjne gospodarstwo ogrodnicze oraz szkolenia dla studentów Szkoły Głównej Gospodarstwa Wiejskiego pod patronatem Ministerstwa Wyznań Religijnych i Oświecenia Publicznego. Do pracy w majątku sprowadzał specjalistów z Moraw, Niemiec i Szwajcarii. Prowadził pionierskie hodowle m.in.: szparagi, rabarbar, cebula (w wielu odmianach), kalafior, karczochy i chrzan włoski. Założył także mleczarnię.

## Farma chalucowa na Czerniakowie

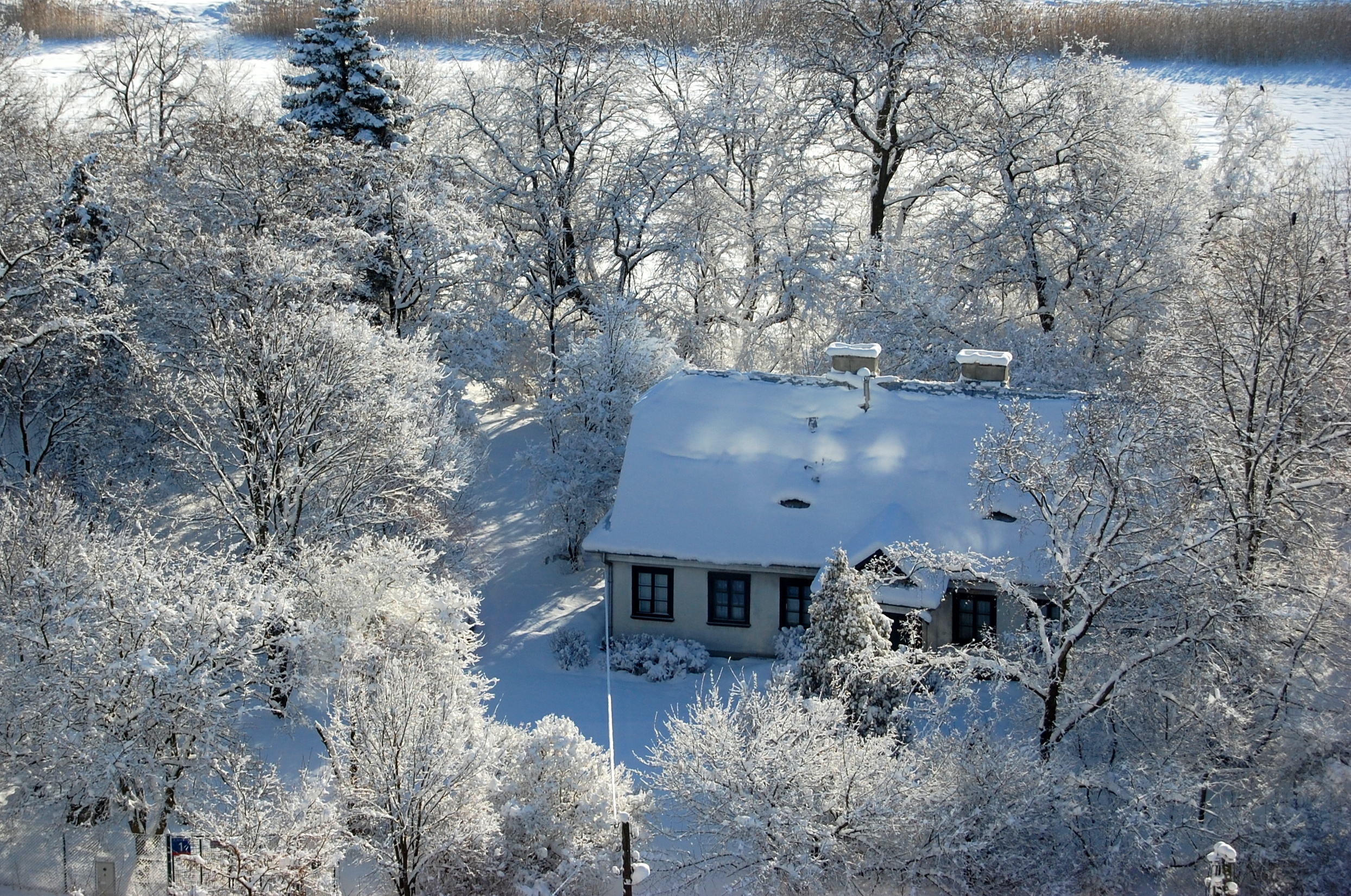
Dworek Wojciecha Zatwarnickiego na Czerniakowie (stan współczesny)

W roku 1940 w Czerniakowie założono Farmę Chalucową - szkoleniowe gospodarstwo rolne prowadzone przez Żydów z warszawskiego getta związanych z ruchem He-Chaluc. Farmę założono w wyniku porozumienia Icchaka Cukiermana z Wojciechem Zatwarnickim, do ich spotkania doszło za pośrednictwem Israela Sudowicza, kierującego Towarzystwem Popierania Rolnictwa w warszawskim getcie.
Zatwarnicki dał członkom ruchu źródło dochodu i pożywienia, a także umożliwił działalność konspiracyjną, tym samym Czerniaków stał się bazą Żydowskiej Organizacji Bojowej. Farma została opisana we wspomnieniach Cukiermana, jako schronienie i miejsce godnego życia dla wielu Żydów w latach 1940–1942, a także po powstaniu w getcie warszawskim. Wedle relacji Icchaka Cukiermana to w Czerniakowie w lipcu 1942 roku zawiązała się Żydowska Organizacja Bojowa i zapadła decyzja o powstaniu w getcie warszawskim, opisuje on również grupy Żydów niezwiązanych z ruchem uratowane dzięki farmie na Czerniakowie z inicjatywy Zatwarnickiego. Na farmie przebywało od 80 (według Cukiermana) do 170 (według historyka Israela Gutmana) pracowników z warszawskiego getta. Podczas wielkiej deportacji z getta w 1942 roku, ruch oporu w getcie przechował na Czerniakowie część swoich ludzi: „Od lipca do września 1942 roku Niemcy wywieźli z getta dziesiątki i setki tysięcy Żydów. Chcieliśmy uratować ludzi, którzy mieli wziąć udział w powstaniu, i nie wiedzieliśmy, co zrobić z nimi w Warszawie [...]. Wysłaliśmy ich na Czerniaków, gdzie pozostali w okresie deportacji. Na Czerniakowie założyliśmy pierwszą bazę ŻOB-u”.
Israel Gutman zaś pisał: „Farma ta była własnością prywatną, a odbywające się na jej terenie szkolenie nie miało charakteru sezonowego, trwało bowiem cały rok. W szczytowym okresie, wiosną 1942, przebywało tam około 140-170 pionierów. [...] Wykorzystywano ją jako bazę dla pracy konspiracyjnej. Było to bezpieczne miejsce dla łączników wchodzących do getta lub je opuszczających. Na terenie gospodarstwa odbywały się również konspiracyjne spotkania między Żydami a Polakami. Dla pracujących na farmie Czerniaków nie był wyłącznie bezpiecznym, całorocznym miejscem schronienia. O wiele ważniejszy okazał się fakt, że pionierzy pozostali na miejscu w czasie wielkiego wysiedlenia latem 1942. Gdy Niemcy w listopadzie 1942 zlikwidowali farmę i nakazali pionierom powrót do getta, powróciła tam już dobrze zorganizowana grupa młodych ludzi, którzy nie doświadczyli grozy deportacji. Większość z nich z czasem zaliczyła szeregi Żydowskiej Organizacji Bojowej”.
Farmę chalucową w Czerniakowie zamknięto w grudniu 1942 roku.
Podsumowując współpracę z Zatwarnickim, Icchak Cukierman pisał: „Z Czerniakowa wychodzili nasi ludzie na spotkania z przedstawicielami AK i AL. Gdyby Zatwarnicki, lub jego zarządca, folksdojcz, chcieli zrobić nam krzywdę, mieli po temu tysiące okazji. Niemożliwe, że nie zauważyli dziewcząt przyjeżdżających nocą i opuszczających farmę o świcie; niemożliwe, że nie zdawali sobie sprawy z tego, co się tam działo. A mimo to nie było ani jednego donosu, ani nawet antysemickiej uwagi. I więcej, uratowaliśmy na farmie na Czerniakowie kilkadziesiąt osób, które nie były członkami ruchu. [...] [Zatwarnicki] wprowadził na naszą farmę na Czerniakowie grupę ludzi, zwykłych Żydów, których ukrywał tam przez jakiś czas. Należy również przypomnieć, co powiedział Lei Perlsztejn w dniach wielkiej akcji w Warszawie: obiecał jej, że jeśli Niemcy postanowią ugodzić w ludzi na Czerniakowie, on – Zatwarnicki – będzie wiedział o tym z góry, ostrzeże ludzi i umożliwi im ucieczkę na pola [...]. Ufaliśmy mu do tego stopnia, że w dniach powstania, gdy ludzie uciekali z getta, gdy zaczęliśmy szukać schronienia – pierwsze miejsce, jakie przyszło nam do głowy, to Czerniaków”.
W 2013 roku, w 70. rocznicę powstania w getcie warszawskim, z inicjatywy izraelskiej organizacji Hanoar Haoved Vehalomed na dworku w Czerniakowie wmurowano tablice upamiętniającą farmę chalucową w języku angielskim, hebrajskim i polskim: „W tym miejscu działała w latach II wojny światowej farma chalucowa, której działacze utworzyli Żydowską Organizację Bojową i podjęli decyzję o Powstaniu w Getcie Warszawskim”.
Fotografie związane z działalnością farmy na Czerniakowie podczas okupacji zostały przekazane przez rodzinę Wojciecha Zatwarnickiego do United States Holocaust Memorial Museum.

## Rodzina
Żoną Wojciecha Zatwarnickiego była Zofia z Nowickich. Od końca lat 30. w gospodarowaniu majątkiem pomagała jego córka Stanisława (1912–2005), która po śmierci ojca w 1948 prowadziła gospodarstwo. Była żoną architekta Zbigniewa Karpińskiego, matką socjologa Jakuba Karpińskiego, pisarza i historyka kultury Wojciecha Karpińskiego oraz eseisty Marka Karpińskiego.